# لحم مقدد
اللحم المقدد أو القديد هو لحم مجفف إما بسبب تعريضه للشمس أو على نار الفحم، وهو منتشر لدى ثقافات مختلفة من البشر حول العالم.
غالبا ما يتم تتبيل اللحم المقدد الحديث ، أو تحضيره بفرك التوابل أو السائل المتبل ، أو تدخينه بحرارة منخفضة (عادة أقل من 70 درجة مئوية / 160 درجة فهرنهايت). عادة ما يحتوي المقدد الذي يتم شراؤه من المتجر على مواد تحلية مثل السكر البني.
اللحم المقدد جاهز للأكل ، ولا يحتاج إلى تحضير إضافي ويمكن تخزينه لعدة أشهر دون تبريد. لضمان أقصى مدة صلاحية ، يلزم وجود محتوى مناسب من البروتين إلى الرطوبة في المنتج النهائي المعالج.
تتكون العديد من المنتجات التي تباع على أنها مقددة من اللحوم عالية المعالجة والمفرومة والمشكلة بدلا من شرائح اللحم التقليدية ذات العضلات الكاملة. قد تحتوي هذه المنتجات على المزيد من الدهون ، ولكن محتوى الرطوبة ، كما هو الحال في منتج العضلات الكاملة ، يجب أن يلبي نسبة 0.75 إلى 1 من الرطوبة إلى البروتين في الولايات المتحدة.

## شمال أفريقيا

### المغرب
يعد من العادات والتقاليد المغربية خلال عيد الأضحى مع الكرداس.

### تونس
ويدخل القديد في عدة أطباق تونسية أشهرها:
الكسكسي بالقديد
العجة بالقديد
المحمصة بالقديد
الحلالم بالقديد
العدس بالقديد

### ليبيا

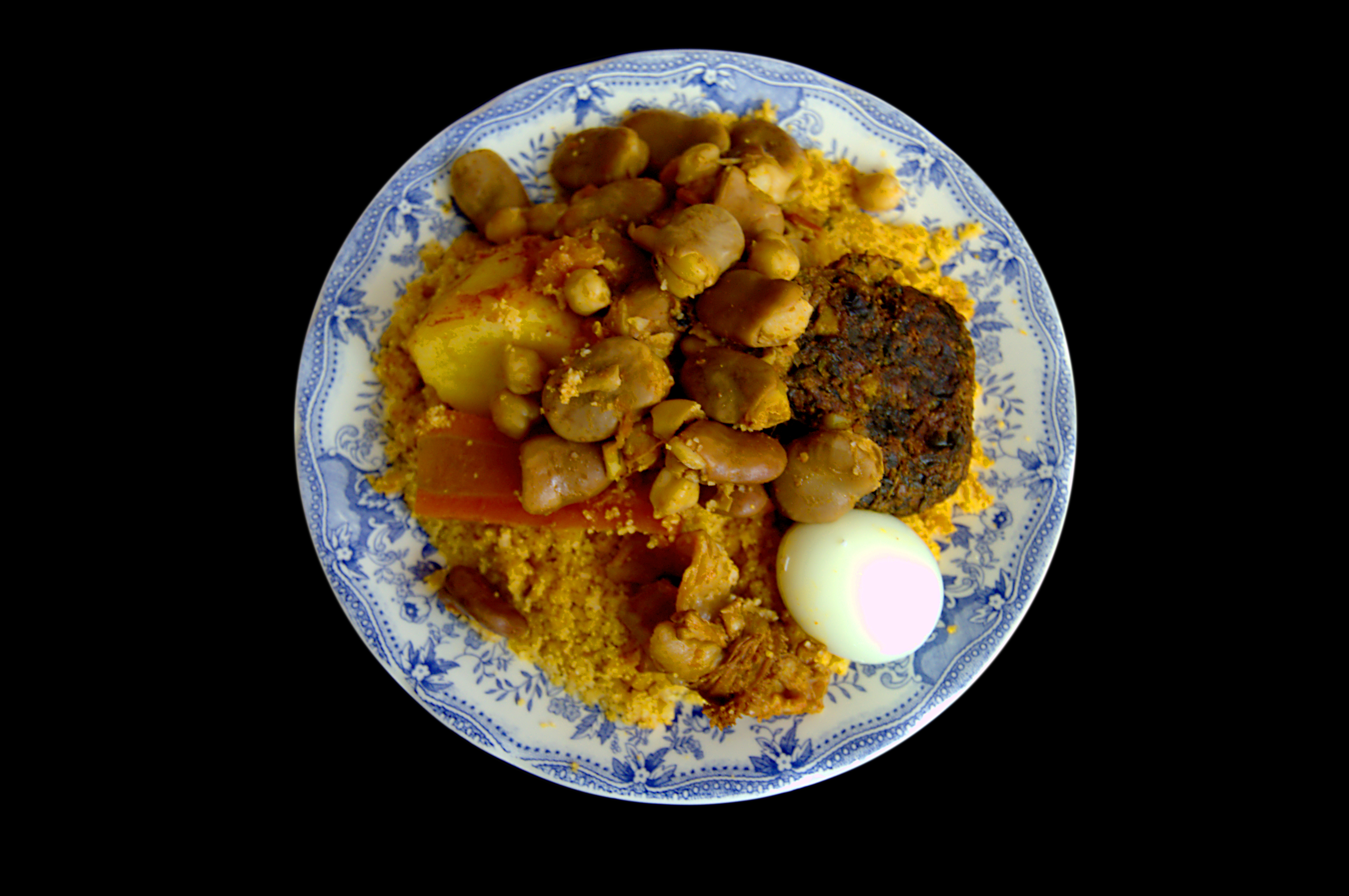
الكسكس التونسي

يدخل القديد في أطباق عديدة منها الكسكس الليبي وأطباق أخرى منها الرشيدة والمبكبكة والشوربة الليبية.

## قوانين التنظيم
معظم الدول لديها لوائح تتعلق بإنتاج منتجات اللحوم المجففة. هناك متطلبات صارمة لضمان إنتاج آمن وصحي للمنتجات المقددة. يطلب من المصانع أن يكون لديها مفتشون وخطط الصرف الصحي. في الولايات المتحدة ، وزارة الزراعة الأمريكية (USDA) هي المسؤولة عن هذا الإشراف. للامتثال للوائح وزارة الزراعة الأمريكية ، يجب تسخين الدواجن المقددة إلى درجة حرارة داخلية تبلغ 160 درجة فهرنهايت (71 درجة مئوية) للدواجن غير المعالجة أو 155 درجة فهرنهايت (68 درجة مئوية) حتى تعتبر الدواجن المعالجة آمنة. تحظر العديد من دول الاتحاد الأوروبي حاليا استيراد منتجات اللحوم ، بما في ذلك المقدد ، دون وثائق جمركية إضافية وواسعة النطاق ، والمزيد من عمليات التفتيش. .

## تغذية
يحتوي جزء نموذجي من 30 جم من المقدد الطازج على 10-15 جم من البروتين و 1 جم من الدهون و 0-3 جم من الكربوهيدرات ، على الرغم من أن بعض لحم البقر المقدد يمكن أن يحتوي على نسبة بروتين أعلى من 65٪.  نظرا لأن الوصفات التقليدية المتقددة تستخدم علاجا أساسيا للملح ، فقد يكون الصوديوم مصدر قلق لبعض الأشخاص. يمكن أن تحتوي حصة 30 جم من المقدد على أكثر من 600 مجم من الصوديوم ، والتي ستكون حوالي 30٪ من USRDA الموصى به.

## التغليف
بعد تجفيف المقدد إلى محتوى الرطوبة المناسب لمنع التلف ، يتم تبريده ثم تعبئته في أكياس بلاستيكية (غالبا ما تكون قابلة لإعادة الإغلاق)

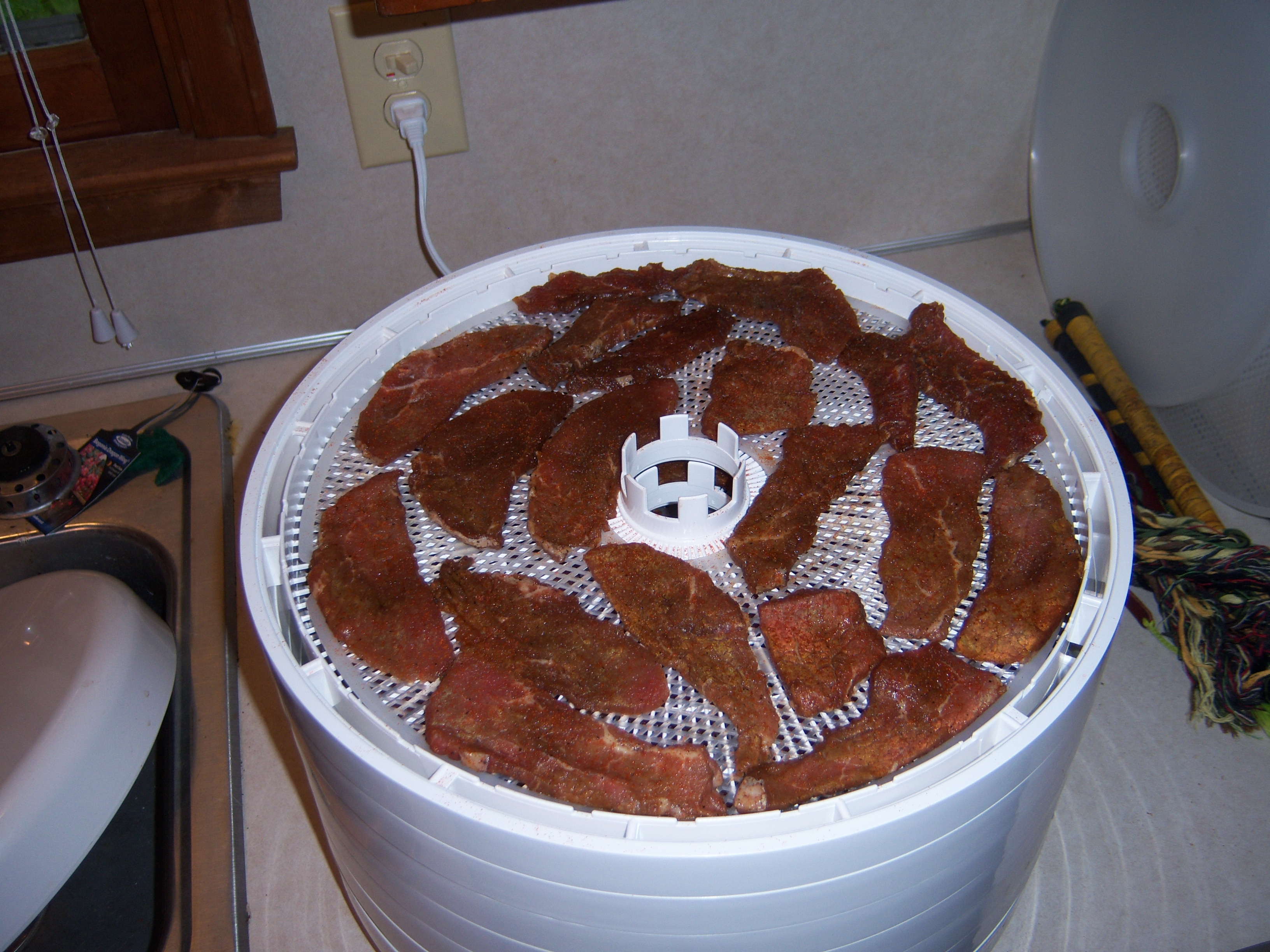
اللحوم النيئة قبل تجفيفها وتحولها إلى مقدد

إما غاز النيتروجين المتدفق أو معبأ بالمكنسة الكهربائية. لمنع أكسدة الدهون غالبا ما تحتوي العبوات المختومة على أكياس صغيرة من ممتص الأكسجين. تمتلئ هذه الحزم الصغيرة بجزيئات الحديد التي تتفاعل مع الأكسجين ، وتزيل الأكسجين من العبوة المقددة المختومة ، ومن حزمة غير مكتملة مفتوحة ومعاد إغلاقها.
بسبب المحتوى المنخفض الضروري من الدهون والرطوبة فإن المقدد غني بالبروتين. يحتوي جزء 30 جم (حوالي 1 أونصة) من اللحوم الخالية من الدهون ، على سبيل المثال على حوالي 7 جم من البروتين. عن طريق إزالة 15 جم من الماء من اللحم ، تتضاعف نسبة البروتين إلى ما يقرب من 15 جم من البروتين لكل 30 جم. في بعض الأصناف منخفضة الرطوبة ، تحتوي حصة 30 جم على 21 جراما من البروتين ، وغراما واحدا فقط من الدهون. سعر وحدة وزن هذا النوع من اللحم المقدد أعلى من الأشكال الأقل جفافا ، حيث يستغرق 90 جراما من اللحوم الخالية من الدهون بنسبة 99٪ لتوليد 30 جراما من اللحم المقدد.
اللحم المقدد الطازج غير المعبأ مصنوع من شرائح لحم عضلي كامل متوفر في المتاجر المتخصصة في هونغ كونغ على الأقل منذ سبعينيات القرن العشرين. يتم شراء المنتجات بالكيلوغرام ، ويختار العملاء من 10 إلى 20 نوعا من اللحوم المستخدمة في صنع المنتج. يباع بعضها في خيوط بدلا من شرائح. افتتحت ماكاو العديد من المتاجر المتخصصة أيضا ، والعديد منها عبارة عن امتدادات امتياز للمتاجر من هونغ كونغ. بالمقارنة مع الإصدارات المعبأة المختومة فإن اللحم المقدد غير المعبأ له مدة صلاحية قصيرة نسبيا.

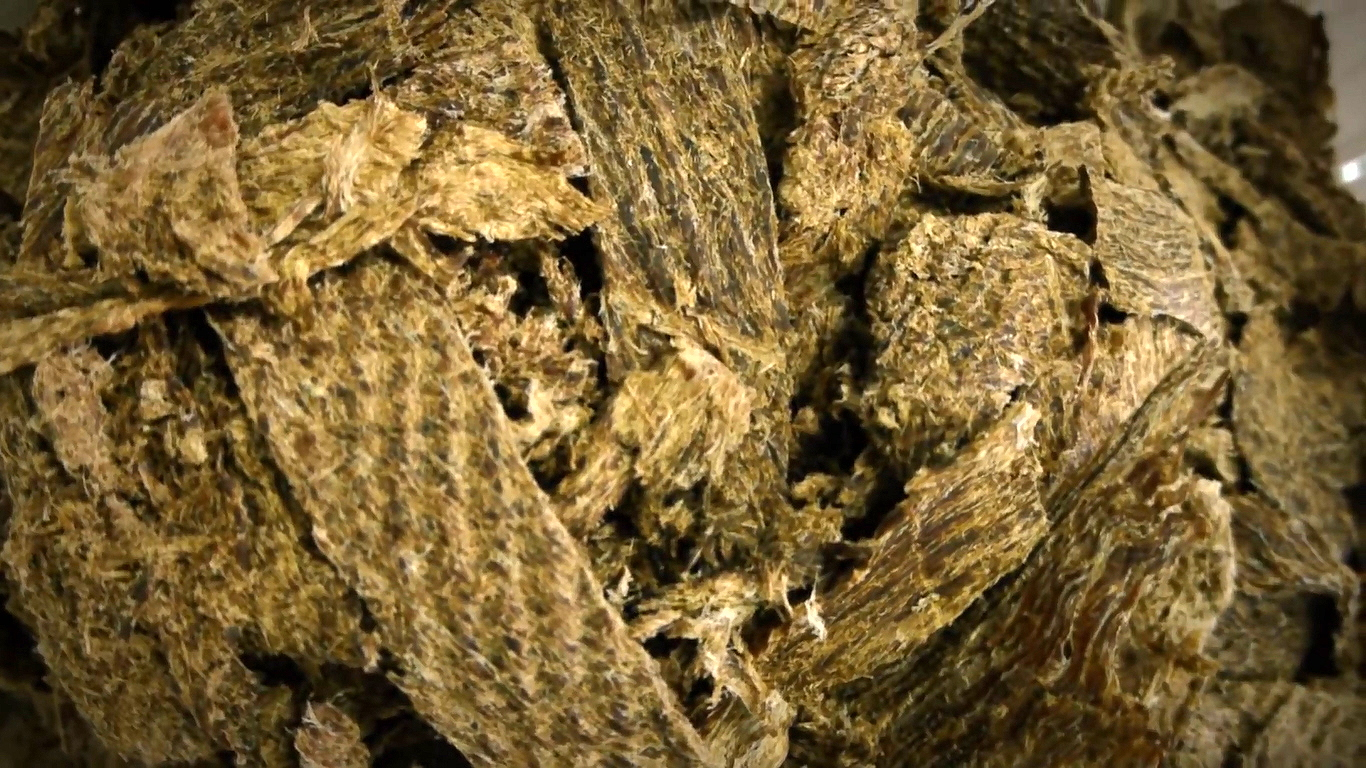
التشاركي

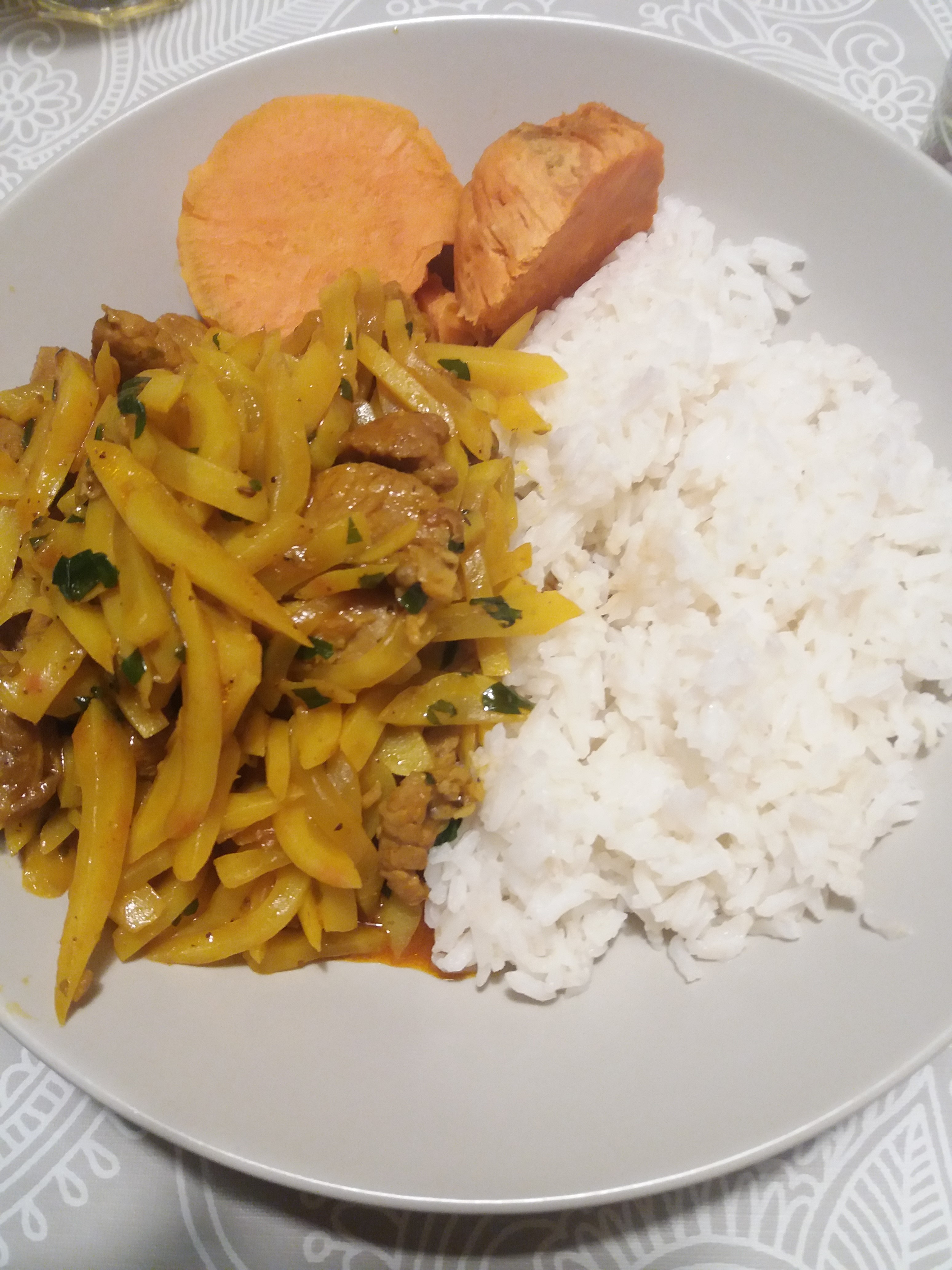
أولوكيتو البيرو مع التشاركي

أصبح هذا النوع من اللحم المقدد شائعا جدا في المتاجر الصغيرة في الولايات المتحدة تحت اسم "سلاب" مقدد. يباع عادة في عبوات بلاستيكية شفافة.

## تشاركي
تشاركي "Ch'arki" (الكيشوا تعني اللحوم المجففة والمملحة) هو منتج لحم مجفف ومملح. حيث أن شاركي الأنديز المصنوع في بيرو وبوليفيا وتشيلي، هو من سلالات هجينة لحيوان الألبكة أو اللاما أو مزيج من السلالات المتقاطعة للألبكة-اللاما. وتعد البيرو أكبر منتج في العالم حيث تنتج حوالي 450 طنًا سنويًا. أما الشاركي البرازيلي فمصنوع من لحم البقر.
يتم تصنيع التشاركي بشكل أساسي من التمليح والتجفيف بالشمس. وفي بعض المناطق كما هو الحال في بونو، يتم تقطيع اللحم إلى شرائح قبل التجفيف؛ وفي بلدان أخرى مثل كوسكو يتم تجفيف اللحم من قطع الذبيحة الكاملة بالعظم والمعروفة باسم "الشاركي الكامل".